# Koni De Winter
Koni De Winter (Antwerpen, 12 juni 2002) is een Belgisch voetballer die bij voorkeur als centrale verdediger speelt. Hij staat sinds 2025 onder contract bij AC Milan. De Winter debuteerde in 2024 in het Belgisch voetbalelftal.

## Clubcarrière

### Jeugd
De Winter groeide op in Borgerhout. Hij begon op zijn elfde te voetballen bij Sparta Linkeroever. Via City Pirates Antwerp, Lierse SK en Zulte Waregem belandde hij in 2018 op zijn zestiende bij Juventus FC. De Winter kon toen ook rekenen op interesse van onder andere RSC Anderlecht, KRC Genk, Club Brugge, RB Leipzig, AS Monaco, Manchester City en Borussia Dortmund.
In het seizoen 2018/19 speelde De Winter voor de U17 van Juventus. In 2019 stroomde hij door naar de U19, waar hij in het seizoen 2020/21 geregeld de aanvoerdersband droeg. Met de U19 speelde hij in het seizoen 2019/20 ook twee wedstrijden in de UEFA Youth League. In 2021 stroomde hij door naar Juventus U23, het beloftenelftal van Juventus in de Serie C.
In februari 2021 ondertekende De Winter een contractverlenging tot medio 2024 bij Juventus. In de zomer van 2021 kon hij opnieuw rekenen op interesse van Club Brugge, dat een opvolger zocht voor Odilon Kossounou. De Winter verklaarde later dat hij openstond voor een uitleenbeurt en dat er zelfs een gesprek geweest is met toenmalig Club-trainer Philippe Clement, maar dat er geen akkoord kwam op clubniveau. De Winter kon ook rekenen op interesse van AFC Ajax, Brighton & Hove Albion FC en Southampton FC.

### Juventus FC
Op 28 oktober 2020 nam trainer Andrea Pirlo hem op in de wedstrijdselectie voor de Champions League-groepswedstrijd tegen FC Barcelona. De Winter kwam echter niet in actie. Zijn eerste wedstrijdselectie in de Serie A kreeg hij op 11 september 2021 naar aanleiding van de topper tegen SSC Napoli.
Op 23 november 2021 maakte hij zijn officiële debuut voor Juventus: in de vijfde Champions League-groepswedstrijd tegen Chelsea FC, toen Juventus al geplaatst was voor de volgende ronde, liet trainer Massimiliano Allegri hem in de 80e minuut invallen voor Juan Cuadrado. Op de slotspeeldag kreeg hij een basisplaats tegen Malmö FF, waardoor hij met zijn 19 jaar en 179 dagen de jongste basisspeler ooit werd voor Juventus in de Champions League. Allegri stelde hem op als rechtsback en haalde hem er in de 70e minuut, toen de 1-0-eindstand al op het scorebord stond, af voor Mattia De Sciglio. 

#### Verhuur aan Empoli
Voor het seizoen 2022-23 werd Koni De Winter uitgeleend aan het bescheiden FC Empoli. De Winter had ook andere opties. Zo toonde Club Brugge belangstelling. Hij koos voor Empoli omdat hij zich graag in dezelfde competitie als Juventus wou ontwikkelen. De club staat erom bekend jonge spelers kansen te gunnen. Bij Juventus was dat minder evident, De Winter moest er concurreren met gevestigde waardes als Bonucci en De Ligt. Hij schippert er tussen bank en basis en speelde uiteindelijk, ook mede door blessures, in slechts veertien competitiewedstrijden.

#### Verhuur aan Genoa
Sinds het seizoen 2023-24 speelde Koni De Winter op uitleenbasis met aankoopverplichting van € 10.000.000,- euro bij Genoa.

### Genoa CFC
In de zomer van 2024 betaalde Genoa aan Juventus een transfersom van 8 miljoen euro (en 2 miljoen euro aan bonussen) voor De Winter omdat aan de voorwaarden van de aankoopverplichting was voldaan. Hij moest in 23 wedstrijden voor Genoa minstens 45 minuten spelen.

### AC Milan
Op 13 augustus 2025 tekende De Winter een contract tot medio 2030 bij AC Milan. Genova ontving een transfersom 18 miljoen euro,  plus 2 miljoen euro aan potentiële bonussen.

## Clubstatistieken
| Seizoen     | Club         | Competitie  | Competitie | Competitie | Beker | Beker | Internationaal | Internationaal | Totaal | Totaal |
| Seizoen     | Club         | Competitie  | Wed.       | Dlp.       | Wed.  | Dlp.  | Wed.           | Dlp.           | Wed.   | Dlp.   |
| ----------- | ------------ | ----------- | ---------- | ---------- | ----- | ----- | -------------- | -------------- | ------ | ------ |
| 2021/22     | Juventus –23 | Serie C     | 17         | 2          | 3     | 0     | —              | —              | 20     | 2      |
| Club Totaal | Club Totaal  | Club Totaal | 17         | 2          | 3     | 0     | 0              | 0              | 20     | 2      |
| 2021/22     | Juventus     | Serie A     | 0          | 0          | 0     | 0     | 2              | 0              | 2      | 0      |
| Club Totaal | Club Totaal  | Club Totaal | 0          | 0          | 0     | 0     | 2              | 0              | 2      | 0      |
| TOTAAL      | TOTAAL       | TOTAAL      | 17         | 2          | 3     | 0     | 2              | 0              | 22     | 2      |

## Interlandcarrière

### Beloften
De Winter debuteerde in 2017 als Belgisch jeugdinternational. Op 1 oktober 2021 riep beloftenbondscoach Jacky Mathijssen hem op voor de EK-kwalificatiewedstrijden tegen Kazachstan en Denemarken. Op 8 oktober 2021 maakte De Winter tegen Kazachstan zijn debuut voor de Belgische beloften. Anderhalve maand eerder had Roberto Martínez laten weten dat De Winter, naast Amadou Onana en Eliot Matazo, een van de drie jonge spelers was die intensief werden gevolgd door de voetbalbond. In november 2021 liet ex-bondscoach René Vandereycken vallen dat hij in De Winter een potentiële Rode Duivel zag.

### België
De Winter werd in maart 2024 voor het eerst door bondscoach Domenico Tedesco opgeroepen voor het Belgisch voetbalelftal voor het vriendschappelijk tweeluik tegen Ierland en Engeland. Hij was de enige debutant in de selectie. Op 23 maart mocht de verdediger starten tegen Ierland, meteen zijn debuut. Ook Thomas Kaminski maakte zijn debuut in deze wedstrijd.

### Lijst van interlands
| Interlands van Koni De Winter voor België | Interlands van Koni De Winter voor België | Interlands van Koni De Winter voor België | Interlands van Koni De Winter voor België | Interlands van Koni De Winter voor België | Interlands van Koni De Winter voor België |
| No.                                       | Datum                                     | Wedstrijd                                 | Uitslag                                   | Soort Wedstrijd                           | Doelpunten                                |
| Als speler bij Genoa                      | Als speler bij Genoa                      | Als speler bij Genoa                      | Als speler bij Genoa                      | Als speler bij Genoa                      | Als speler bij Genoa                      |
| ----------------------------------------- | ----------------------------------------- | ----------------------------------------- | ----------------------------------------- | ----------------------------------------- | ----------------------------------------- |
| 1.                                        | 23 maart 2024                             | Ierland – België                          | 0 – 0                                     | Vriendschappelijk                         | -                                         |
| 2.                                        | 20 maart 2025                             | Oekraïne – België                         | 3 – 1                                     | UEFA Nations League 2024/25 barrages      | -                                         |
| 3.                                        | 6 juni 2025                               | Noord-Macedonië – België                  | 1 – 1                                     | Kwalificatie WK 2026                      | -                                         |
| 4.                                        | 9 juni 2025                               | België – Wales                            | 4 – 3                                     | Kwalificatie WK 2026                      | -                                         |
| Totaal                                    | Totaal                                    | Totaal                                    | Totaal                                    | Totaal                                    | 0                                         |

Bijgewerkt t/m 9 juni 2025.

## Trivia
- De Winter is supporter van Antwerp FC.[25]